# Mark Brazill
Mark Brazill (16 april 1962) is een Amerikaanse programmamaker en producer.
Brazill was een raadplegende producer en later een producer van het programma 3rd Rock from the Sun van NBC. Hij heeft de bekende serie That '70s Show bedacht, die in de Verenigde Staten uitgezonden is op FOX en in Nederland op Comedy Central. Hij is ook de bedenker van de hoofdpersonen van de serie, zoals Eric Forman, Donna Pinciotti, Michael Kelso en Jackie Burkhart. 
Hij heeft acht seizoenen met de serie meegedraaid. De serie zelf duurde tot 2006.